# Roger Powell
Roger William Powell jr. (Joliet, 15 gennaio 1983) è un ex cestista e allenatore di pallacanestro statunitense, professionista nella NBA, nella NBDL e in Europa.

## Palmarès

### Squadra
- Coppa di Lega israeliana: 1

Hapoel Gerusalemme: 2008

### Individuale
- CBA Rookie of the Year (2006)
- All-CBA Second Team (2006)
- CBA All-Rookie First Team (2006)
- Miglior marcatore NBDL (2007)